# Oorlogsbegraafplaats van het Gemenebest Brunssum
Oorlogsbegraafplaats van het Gemenebest Brunssum is een Brits ereveld gelegen aan de Heufstraat in de Nederlandse plaats Brunssum. De Commonwealth War Graves Commission is verantwoordelijk voor de begraafplaats. Er is een register en een gastenboek aanwezig.
Op de begraafplaats liggen 328 doden uit de Tweede Wereldoorlog begraven, allen soldaten van het Britse leger. Van één dode is de identiteit onbekend. Het graf van deze onbekende soldaat is geadopteerd door de gemeente Brunssum. De eerste doden op het kerkhof kwamen november 1944 van onder andere een veldhospitaal in Merkelbeek. De Britse 43rd (Wessex) Division was toen betrokken bij de verovering van een driehoekig gebied tussen de Roer en de Maas tijdens de Operatie Blackcock. Later werden andere gesneuvelden hierheen gebracht. Daaronder waren vijftig man die omkwamen bij het ruimen van mijnen langs de Duitse grens, begin januari 1945. Een groot deel van de overledenen kwam om bij operaties rond Geilenkirchen.
Op de begraafplaats staat een herdenkingskruis (Cross of Sacrifice) naar ontwerp van Sir Reginald Blomfield. Het is uitgevoerd in natuursteen en er is een bronzen zwaard op aangebracht.

## Grafadoptie
Het is mogelijk om op deze Commonwealth-begraafplaats graven te adopteren. Momenteel zijn alle graven geadopteerd. Deze grafadoptie wordt geregeld door de stichting War Cemetery Brunssum. De burgemeester van Brunssum, L. Winants, is hiervan de beschermheer.

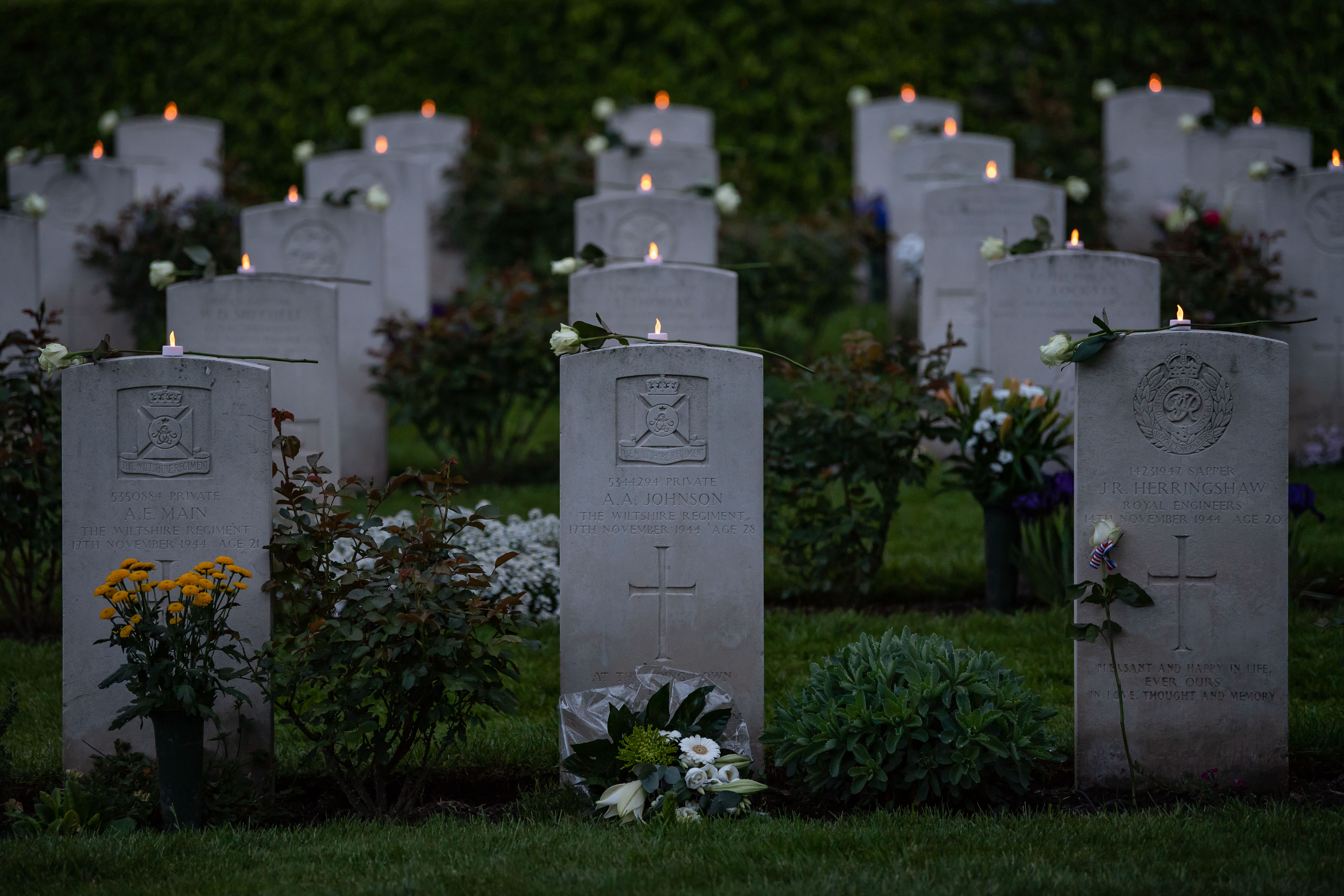
4 mei herdenkingsdag
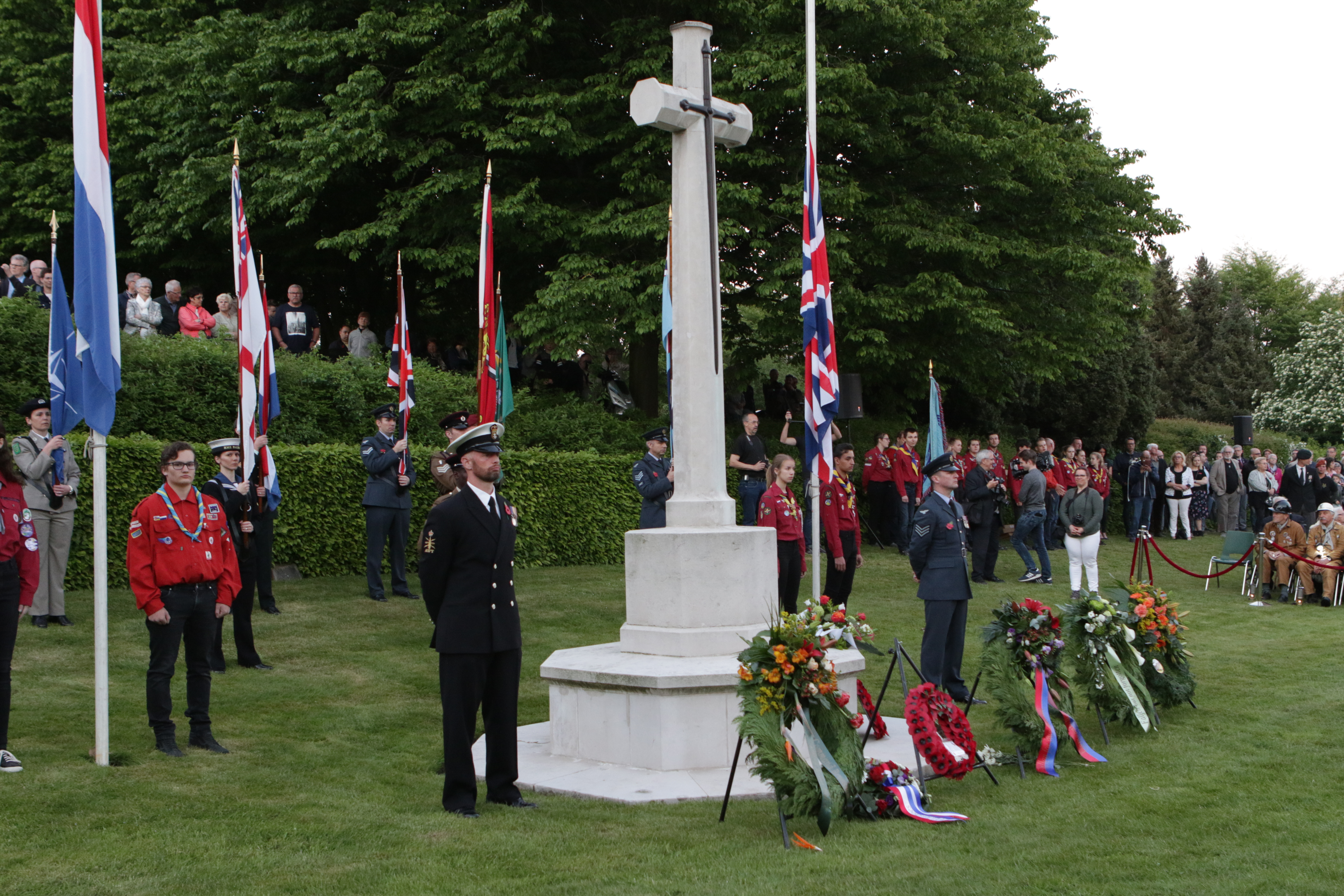
Jaarlijkse Nederlandse Herdenking (2018)
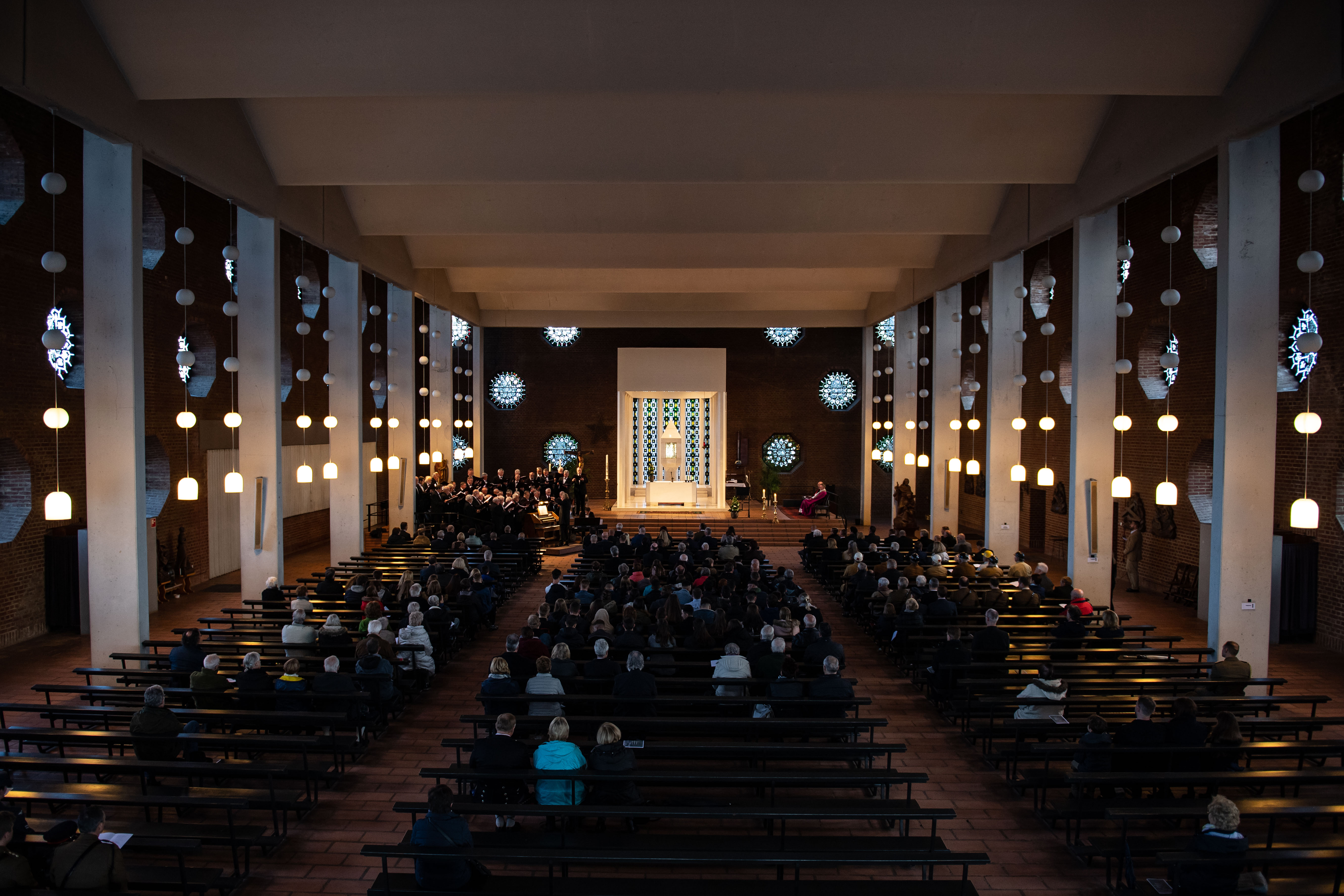
Jaarlijkse Nederlandse Herdenking, Gregoriuskerk (2019)
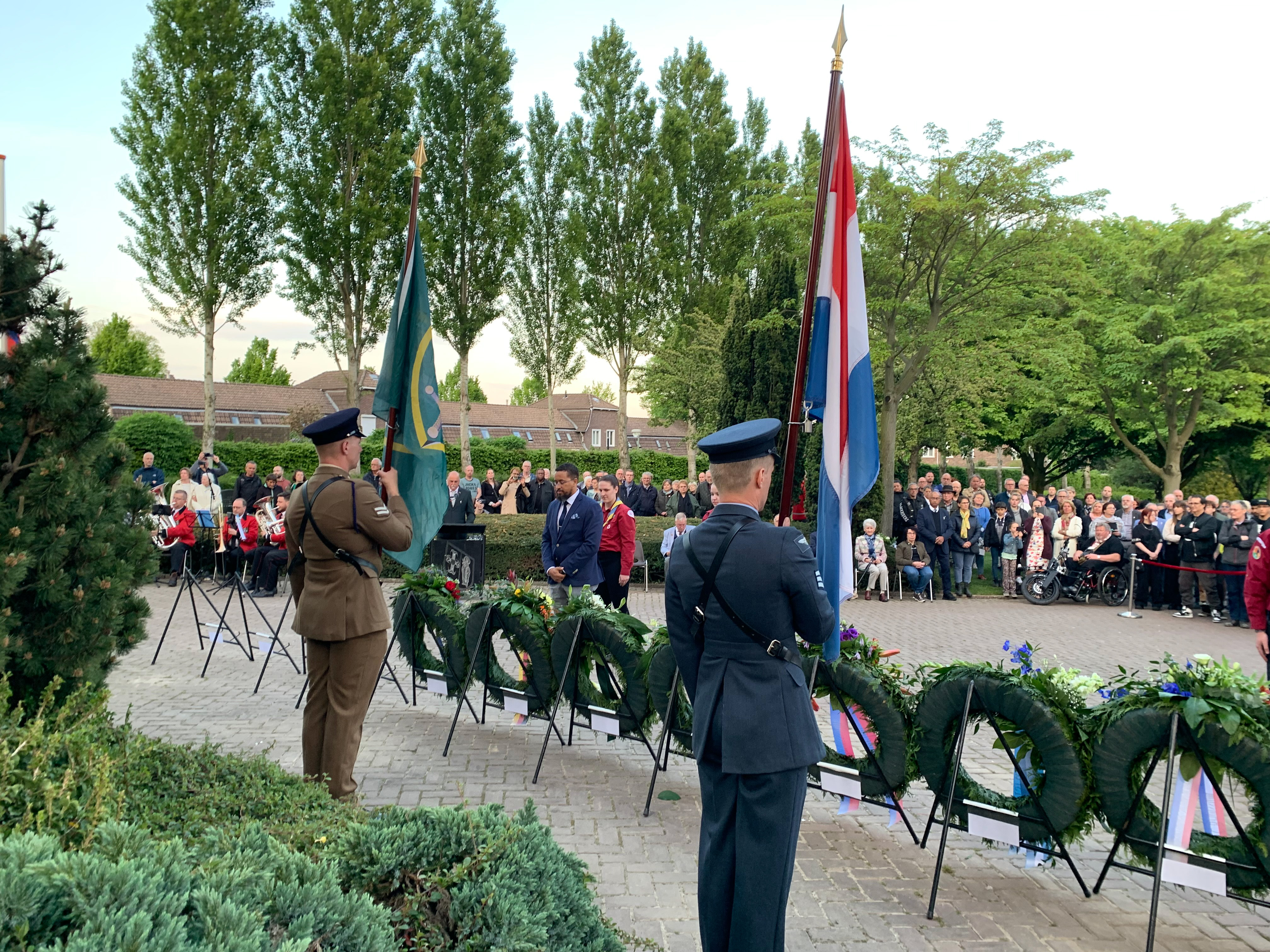
Jaarlijkse Nederlandse Herdenking (2022)